# Phyllanthus maguirei
Phyllanthus maguirei är en emblikaväxtart som beskrevs av Eugene Jablonszky. Phyllanthus maguirei ingår i släktet Phyllanthus och familjen emblikaväxter. Inga underarter finns listade i Catalogue of Life.